# أوغوستن توريس
أوغوستن توريس (بالإسبانية: Agustin Torres)‏ هو متزحلق جبال الألب أرجنتيني، ولد في 17 أغسطس 1978.

## وصلات خارجية
- أوغوستن توريس على موقع الاتحاد الدولي للتزلج (التزلج على المنحدرات الثلجية) (الإنجليزية)
- أوغوستن توريس على موقع اللجنة الأولمبية الدولية (الإنجليزية)
- أوغوستن توريس على موقع أوليمبيديا (الإنجليزية)